# Mu isamaa, mu õnn ja rõõm
Mu isamaa, mu õnn ja rõõm (in estone Mia terra natia, mio orgoglio e gioia) è l'inno nazionale dell'Estonia.

## Storia
Il testo è stato scritto da Johann Voldemar Jannsen (1819-1900) su una melodia composta nel 1843 da Fredrik Pacius (1809-1891), che è la stessa dell'inno nazionale della Finlandia Maamme. La canzone fu eseguita per la prima volta in pubblico come composizione corale nel 1869 e diventò presto un simbolo del movimento patriottico estone.
Il brano fu adottato come inno nazionale dell'Estonia nel 1920. Fu proibito nel periodo di occupazione sovietica, sostituendolo dal 1945 al 1990 da Eesti Nõukogude Sotsialistliku Vabariigi hümn ("inno della repubblica socialista sovietica estone"). Nel 1990 dopo la riconquistata indipendenza, l'originale Mu isamaa, mu õnn ja rõõm fu ripristinato come inno nazionale dell'Estonia
Finlandia ed Estonia costituiscono uno dei pochi casi di uguaglianza musicale degli inni fra due nazioni. Trattasi di un segno di radici culturali comuni tra i due popoli, entrambi di ceppo ugro-finnico.

## Testo dell'inno
Mu isamaa, mu õnn ja rõõm,

kui kaunis oled sa!

Ei leia mina iial teal

see suure, laia ilma peal,

mis mul nii armas oleks ka,

kui sa, mu isamaa!

Sa oled mind ju sünnitand

ja üles kasvatand;

sind tänan mina alati

ja jään sull' truuiks surmani,

mul kõige armsam oled sa,

mu kallis isamaa!

Su üle Jumal valvaku,

mu armas isamaa!

Ta olgu sinu kaitseja

ja võtku rohkest õnnista,

mis iial ette võtad sa,

mu kallis isamaa!